# Aplicabilidad industrial
La aplicabilidad industrial es un requisito objetivo para la concesión de una patente. Consiste en que la invención patentada puede ser usada  en cualquier tipo de industria, incluida la agrícola.
Es un requisito fácil de cumplir. Pero muchas legislaciones establecen que los métodos de tratamiento o diagnóstico de enfermedades animales o humanas no tienen aplicación industrial y por lo tanto no son patentables. No se impide sin embargo patentar los aparatos utilizados. Así hace por ejemplo el Convenio sobre la Patente Europea.
Los otros requisitos objetivos son la novedad y la actividad inventiva.